# Хохлома (Нижньогородська область)
Хохлома (рос. Хохлома) — село в Ковернинському районі Нижньогородської області Російської Федерації.
Населення становить 738 осіб. Входить до складу муніципального утворення Хохломська сільрада.

## Історія
Від 2009 року входить до складу муніципального утворення Хохломська сільрада.

## Населення
| 2002 | 2010 |
| ---- | ---- |
| 778  | ↘738 |